# Aneflomorpha delongi
Aneflomorpha delongi är en skalbaggsart som först beskrevs av Champlain och Knull 1922.  Aneflomorpha delongi ingår i släktet Aneflomorpha, och familjen långhorningar. Inga underarter finns listade i Catalogue of Life.